# Завантажувальний вірус
Заванта́жувальний ві́рус, вірус завантажувального сектора (від англ. Boot-sector virus) — Комп'ютерний вірус, що записується в завантажувальний сектор дискети, твердого диска чи флеш-накопичувача й активізується при завантаженні комп'ютера. 
При звертанні до нового диска, вірус копіює себе в його завантажувальний сектор і таким чином заражає його. Через специфіку архітектури комп'ютерів IBM PC навіть дискета, що не є системною, містить бут-сектор. 

### Зараження відбувається у три етапи
1. На першому етапі агент-користувач приносить носій даних з вірусом і підключає його.
2. На другому етапі агент-користувач перезавантажує комп'ютер, випадково забувши підключений носій або свідомо намагається завантажити комп'ютер з цього носія, бо вважає його системним. Так програма отримує управління комп'ютером.
3. На цьому етапі вірус забезпечує свою постійну присутність в пам'яті комп'ютера і починає відслідковувати операції з носіями інформації. Всі носії, що апаратно не захищені від запису і якими користуються на такому комп'ютері, отримують копію вірусу і в разі їх перенесення на інший комп'ютер і повторення процесу вірус поширюватиметься далі.

Такі віруси з'явилися пізніше за файлові й певний час були небезпечними, поки користувачі не адаптувалися до них. Достатньо прибрати можливість завантажувати комп'ютер з дискети через відповідні налаштування BIOS — і безпека від Б.в. гарантована. В будь-якому разі Б.в. не мають перспектив через вихід з вжитку дискет. Проте такі перспективи можуть відродитись через масове вживання якихось нових типів носіїв (наприклад, USB Flash), для яких передбачено можливості багаторазового перезапису й завантаження з них.